# University of Ulster
University of Ulster (irsky: Ollscoil Uladh) je univerzita v Severním Irsku. Podle počtu přihlášek se jedná o jednu z nejpopulárnějších univerzit ve Spojeném království. V roce 2005/2006 ji navštěvovalo 27 595 studentů, z toho 5 995 postgraduálních.